# Bandera de Tartaristán
La bandera de la República de Tartaristán es uno de los símbolos oficiales del sujeto federal homónimo de la Federación Rusa. Fue aprobada por una resolución del Consejo Supremo de la República de Tartaristán el 29 de noviembre de 1991. Actualmente, las normas para el uso de banderas se rigen por la Ley de Símbolos del Estado de la República de Tartaristán.
Consiste su diseño en un rectángulo de proporciones de 1:2 dividido en tres bandas. La parte superior es verde; roja, la inferior y separando ambas una banda blanca que corresponde a 1 / 15 de la altura total de la bandera. El diseño fue elegido en un concurso público en el que el ganador fue el artista G. Tukaya Tawil Haziahmetov. (Тавил Хаҗиәхмәтов, Tawil Xaciəxmətov).

## Simbolismo
Los colores representan:
- El verde simboliza el islam y el pueblo tártaro;
- El rojo es la madurez, la energía y la vida, así como la minoría étnica rusa;
- La línea blanca es la paz entre los dos pueblos.

Los colores verde, blanco y rojo, además del negro, también se consideran panárabes y aparecen en las banderas de varios países islámicos.

## Historia
El Consejo Supremo de la República Socialista Soviética Tártara adoptó la bandera en su forma actual el 29 de noviembre de 1991. Fue diseñada por T.G. Khaziakhmetov.
Los colores representan la mayoría tártara y la minoría rusa.
- La banda Roja simboliza la lucha por la felicidad, la valentía y el coraje del pueblo tártaro.
- La banda blanca simboliza la paz, la concordia y un futuro honesto entre tártaros y rusos.
- La banda Verde simboliza la esperanza, la libertad, la riqueza y la solidaridad con el Islam.

Los nacionalistas tártaros, como el Centro Público Totalmente Tártaro, utilizan una bandera diferente, dividida diagonalmente por rojo y verde y que contiene una estrella blanca y una media luna en el centro.

## Banderas históricas

Horda Dorada (siglo XIV)
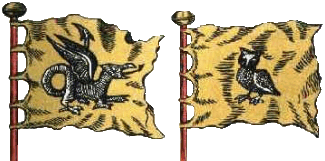
Kanato de Kazán
Kanato de Kazán
Estado Idel-Ural (1918)
República Autónoma Socialista Soviética Tártara (1926-1937)
República Autónoma Socialista SoviéticaTártara (1937-1939)
República Autónoma Socialista Soviética Tártara (1939-1954)
República Autónoma Socialista Soviética Tártara (1954-1978)
República Autónoma Socialista Soviética Tártara (1978-1991)
Bandera de los nacionalistas Tártaros

## Banderas propuestas

Bandera propuesta por una comisión especial en 1991

- Datos: Q462498
- Multimedia: Flags of Tatarstan / Q462498